# 十五酸
十五酸（Pentadecanoic acid），分子式CH3(CH2)13COOH。这种脂肪酸可以在奶牛的乳汁中微量找到。 牛奶也是十五酸的主要来源。